# La Mesa, Pinal de Amoles
La Mesa är en ort i Mexiko.   Den ligger i kommunen Pinal de Amoles och delstaten Querétaro Arteaga, i den centrala delen av landet, 210 km norr om huvudstaden Mexico City. La Mesa ligger 1 357 meter över havet och antalet invånare är 111.
Terrängen runt La Mesa är bergig västerut, men österut är den kuperad. Runt La Mesa är det glesbefolkat, med 17 invånare per kvadratkilometer. Närmaste större samhälle är Jalpan, 15,5 km öster om La Mesa. I omgivningarna runt La Mesa växer huvudsakligen savannskog.